# Academy of Military Medical Sciences
A Academia de Ciências Médicas Militares(AMMS), parte da Academia de Ciências Militares, é um instituto militar chinês de pesquisa médica. Foi estabelecido em Xangai em 1951. Sua sede é  em Pequim desde 1958.
Em outubro de 2011, a droga "Night Eagle", desenvolvida para ajudar os soldados a lidar com a privação de sono durante as missões, foi revelada em uma exposição comemorativa dos 60 anos do instituto.
Em dezembro de 2014, o governo chinês anunciou que a Academia de Ciências Médicas Militares havia desenvolvido uma candidata a vacina contra o vírus Ebola que havia sido aprovada para ensaios clínicos.

## Pandemia do covid-19
Durante a Pandemia de COVID-19, a AMMS fez uma parceria com a CanSino Biologics para desenvolver uma vacina COVID-19. A vacina desenvolvida em conjunto por eles foi a primeira aprovada fora dos ensaios clínicos em uma decisão rápida que autorizou seu uso apenas pelos militares chineses.